# Jörg Mehldau
Jörg Mehldau (* 30. Juli 1968 in Hamburg) ist ein deutscher Politiker (SPD). Von 2022 bis 2025 war er Abgeordneter der Hamburgischen Bürgerschaft.

## Leben
Nach seinem Abitur machte Mehldau eine Ausbildung zum Industriemechaniker. Anschließend studierte er Wirtschaftsingenieurwesen an der Technischen Universität Hamburg. Von 2002 bis 2004 arbeitete er für die Intgrierte Logistik-Systeme GmbH. Von 2004 bis 2006 forschte er wiederum an der Technischen Universität Hamburg. Von 2006 bis 2008 war er für die euro engineering AG tätig. Von 2008 bis 2021 arbeitete er für die Becker Marine Systems GmbH. Seit 2021 ist er für die Center of Maritime Technologies gGmbH tätig.
Mehldau ist verheiratet und hat drei Kinder.

## Politik
Mehldau trat 1987 in die SPD ein. Er war von 2013 bis 2014 Mitglied im Verkehrsausschuss Bezirk Hamburg-Mitte, von 2014 bis 2019 Mitglied im Regionalausschuss Wilhelmsburg/Veddel und von 2019 bis 2021 Mitglied im Ausschuss für Stadtnatur und Umwelt Bezirk Hamburg-Mitte.
Bei der Bürgerschaftswahl in Hamburg 2020 trat er für die SPD im Wahlkreis Billstedt – Wilhelmsburg – Finkenwerder an, verpasste jedoch zunächst den Einzug in die Bürgerschaft. Am 10. Januar 2022 rückte er für Ralf Neubauer in die Bürgerschaft nach. Bei der Bürgerschaftswahl 2025 kandidierte er nicht erneut.